# Brunswick West
Brunswick West ist ein Stadtteil von Melbourne, Australien. Der Stadtteil gehört zum Verwaltungsgebiet (LGA) City of Merri-bek.

## Geographie

### Geographische Lage
Der Stadtteil Brunswick West liegt etwa sechs Kilometer nördlich des „Central Business Districts“, dem Stadtzentrum von Melbourne. Begrenzt wird der Stadtteil im Westen durch Moonee Ponds, im Osten durch die Grantham, Pearson and Shamrock Street, im Süden durch Parkville sowie im Norden durch die Moreland Road. 
Brunswick West besteht hauptsächlich aus Wohnquartieren und hat nur wenige leichte Industriebetriebe. Der Stadtteil grenzt an den Tullamarine Freeway.

### Umgebende Stadtteile
| Essendon     | Pascoe    | Coburg       |
| Moonee Ponds |           | Brunswick    |
| Ascot Vale   | Parkville | Princes Hill |